# Reformierte Kirche Remigen

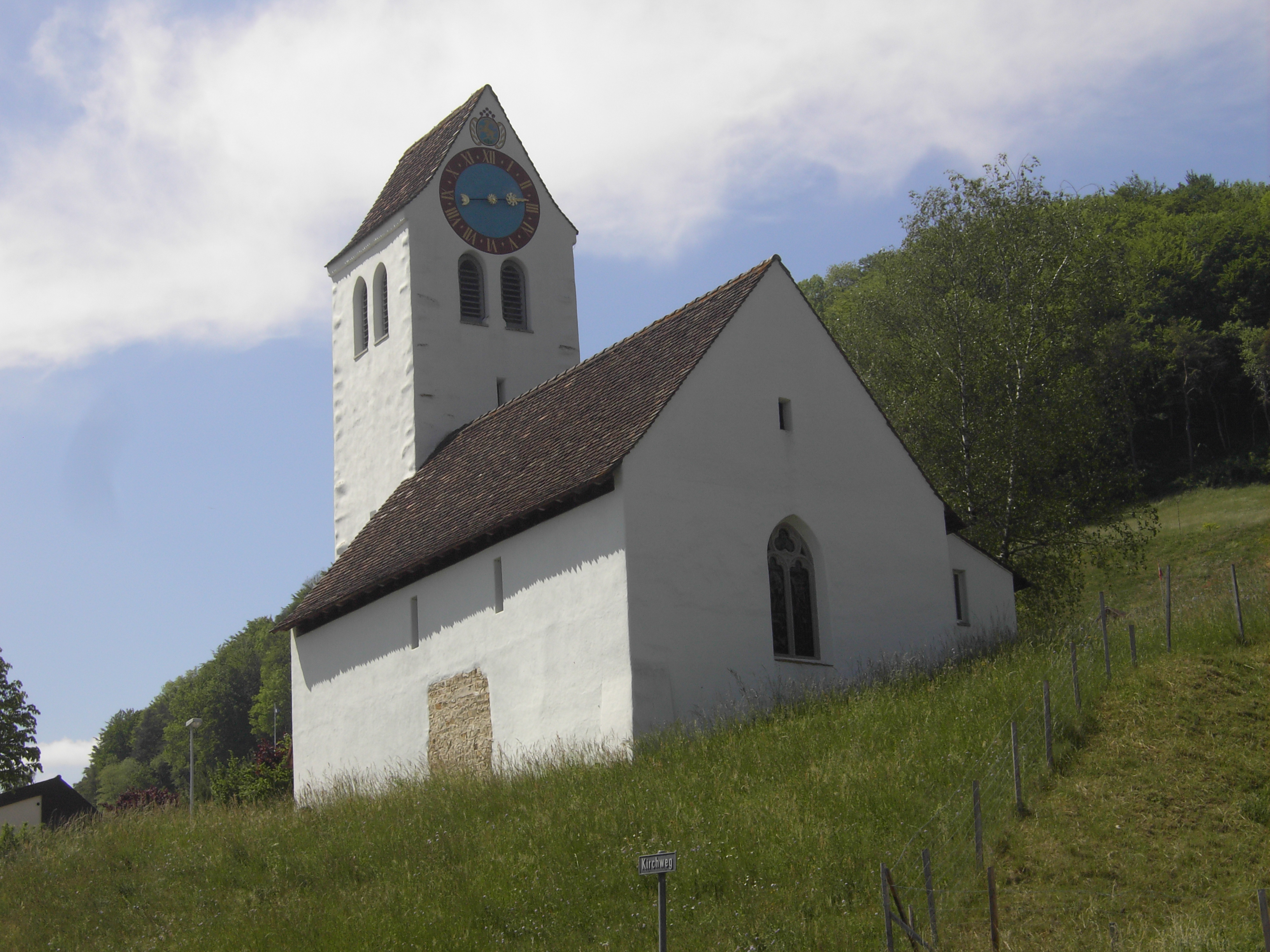
Kirche Remigen

Die reformierte Kirche Remigen ist eine der  reformierten Kirchen der evangelisch-reformierten Kirchgemeinde Rein und liegt im aargauischen Remigen in der Schweiz.

## Geschichte
Der Ursprung der Kirche Remigen liegt im 11. oder 12. Jahrhundert. Die erste urkundliche Erwähnung der dem heiligen Petrus geweihten Kirche stammt aus dem Jahre 1347. Die Kirche ist mit teilweise noch erhaltenen romanischen Wandmalereien ausgestattet. Die im 16. Jahrhundert in den Kirchturm eingebaute Einzeigeruhr von Laurentius Liechti ist ganz in Eisen gearbeitet. Vom 19. bis zur Mitte des 20. Jahrhunderts diente die Kirche als Geräteschuppen, Armenhaus und für kurze Zeit als Gefängnis. Bei der Renovation 1958 wurde die Kirche wieder für den gottesdienstlichen Gebrauch hergerichtet und erhielt ein neues Glasfenster, das den heiligen Petrus zeigt. 1960 wurde eine einmanualige Metzler-Orgel mit sechs Registern eingebaut. 1999 erhielt der Turm eine zweite Glocke.